# روندا روزي
روندا جان روزي (بالإنجليزية: Ronda Jean Rousey؛ 1 فبراير 1987) هي مصارعة محترفة أمريكية وممثلة ولاعبة جودو ومُقاتلة فنون قتالية مختلطة سابقة. اشتهرت بفترتها في يو إف سي ودبليو دبليو إي.
كانت روزي أول سيّدة أمريكية تكسب ميدالية أولمبية في الجودو خلال دورة الألعاب الأولمبية الصيفية لعام 2008 في بكين. وهي عضو سابق في اتحاد يو إف سي للنساء. زادت شهرة روندا روزي بعدما حقّقت 12 بطولة على التوالي في نزالات فنون القتال المختلطة بما في ذلك ستة في يو إف سي قبل أن تتجرّع أول خسارة لها على يدِ هولم هولي في تشرين الثاني/نوفمبر 2015. بشكل عام؛ فازت روزي في إحدى عشر معركة في الجولة الأولى ثم فازت في معركة لاحقة في دور مُتقدم. تتدرب روزي حاليَا على يد جوكور شيفيشيان (بالإنجليزية: Gokor Chivichyan) من أكاديمية أدمون للقتال.
بحلول أيار/مايو 2015؛ صنّفت اثنين من المجلات روزي في المرتبة كأكثر رياضية مهيمنة في العالم. في أيلول/سبتمبر 2015، اختار الناخبين في شبكة إي إس بي إن خلال استطلاع للرأي روزي كأفضل رياضية أنثى في العالم. وفي وقت لاحق من ذلك الشهر؛ تسرّبت بعض الأخبار التي تُفيد بأن روندا هي المُقاتلة الأعلى أجرا بين باقي المقاتلين سواء كانوا ذكورًا أو إناثا. في عام 2015؛ حقّقت روزي رقما جديدا وذلك بعدما جاءت في المرتبة الثالثة كأكثر شخصية بحثا عنها في محرك بحث جوجل. بدأت روزي مسيرتها المهنية في عالم مصارعة المحترفين عام 2018 حيث وقعت على عقد مع شركة دبليو دبليو إي وأصبحت أول سيدة تُشارك في ريسلمانيا 34.
في مجال السينما؛ ظهرت روزي في عددٍ من الأفلام. أولها كان في عام 2014 في فيلم المرتزقة 3. ثم ظهرت عام 2015 في الفيلم الشهير الغضب 7 ضمن سلسلة أفلام السرعة والغضب، ثم ختمت ذلك من خلال مشاركة ثانوية في فيلم الوفد المرافق. بحلول الخامس من يوليو 2018؛ صارت روزي أول امرأة مقاتلة يتم تجنيده في قاعة مشاهير يو إف سي.

## نشأتها
وُلدت روندا جان روزي في ريفرسايد بكاليفورنيا في 1 فبراير من عام 1987. هي الفتاة الصغرى ضمن أسرة مكوّنة من ثلاث بنات، والدتها هي مُدربة جيدو وهي أول أمريكية تفوز في بطولة العالم للجيدو عام 1984. يعود نسب أو أصل روندا للعرق الإنجليزية، البولندية والفنزويلي، وذلك باعتبار أن جدها قادم من العرق الفنزويلي قبل أن يُهاجر إلى كندا وأصبح في وقت لاحق أول طبيب أسود يعملُ في أمريكا الشمالية. أمّا زوج والدتها فيشغل منصب مهندس طيران. بالنسبة لوالدها البيولوجي؛ فقد كسر ظهره أثناء التزلج مع بناته فأخبره الطبيب أنه سيقضي بقية حياته معاقا؛ لم يتقبل هذا الأمر فانتحر في عام 1995 عندما كانت روزي تبلغ الثامنة. حصلت والدتها على شهادة دكتوراه في علم النفس التربوي من جامعة كاليفورنيا في ريفرسايد وحاولت تنشأة بناتها على نفس المنوال.
عندما بلغت روزي السادسة من عمرها؛ كافحت من أجل تعلم الكلام حيث كانت تُعاني من التلعثم وصعوبة في النطق. ليس هذا فقط فقد عانت روزي في طفولتها بسبب عصبيتها الزائدة واضطراباتها المتوالية. مشكلة الكلام تُعزى إلى كونه الحبل السري قد التف حول رقبتها عندما كانت في بطن والدتها. عندما بلغت روزي الثالثة انتقلت أسرتها من ريفرسايد في كاليفورنيا إلى جيمستاون في داكوتا الشمالية وذلك للبحث عن علاج لها من المتخصصين في جامعة مينوت. تلقت روزي تعليمها الثانوي ثم حصلت في وقت لاحق على تطوير التعليم العام. تربت بين تاون في جنوب كاليفورنيا ثم انخرطت في رياضة الجودة عندما بلغت الحادية والعشرين قبل أن تنضم لرياضة فنون القتال المختلطة العام الموالي.

## المشاريع الأخرى

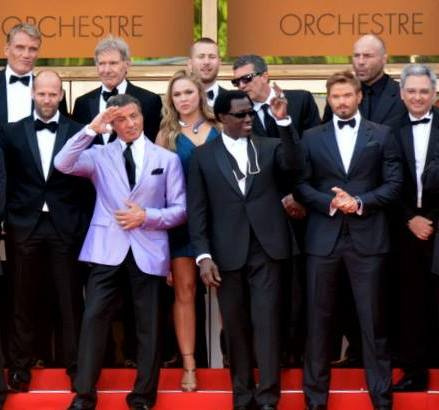
طاقم فيلم "المرتزقة 3" في مهرجان كان السينمائي

في يناير 2022، كانت روندا روزي من بين أغنى 20 مقاتلة في فنون القتال المختلطة بثروة صافية بلغت 12 مليون دولار أمريكي. وكانت المرأة الوحيدة في قائمة العشرين الأوائل.

## حياتها الشخصية
اعتبارًا من عام 2023، تعيش روندا في فينيسا، كاليفورنيا.
أصبحت روندا روزي نباتية بعد أولمبياد بكين 2008، ولكن في عام 2012 وصفت نظامها الغذائي بأنه «نوع من مزيج بين حمية باليو ونظام المحارب الغذائي».

## فيلموغرافيا

### الأفلام
| العام | العنوان                            | الدور     | الملاحظات                   |
| ----- | ---------------------------------- | --------- | --------------------------- |
| 2014  | المرتزقة 3                         | لونا      |                             |
| 2015  | الغاضب 7                           | كارا      |                             |
| 2015  | الوفد المرافق                      | نفسها     |                             |
| 2018  | 22 ميل                             | سام سنو   |                             |
| 2019  | ملائكة تشارلي                      | مدرب قتال | كاميو                       |
| 2019  | من خلال عيون والدي: قصة روندا روزي | نفسها     |                             |
| 2023  | قائمة أمنيات ستيف-أو               | نفسها     | مباشرة إلى الفيديو ظهور ضيف |

### التلفزيون
| العام | العنوان                      | الدور           | الملاحظات                                        | الحلقة        |
| ----- | ---------------------------- | --------------- | ------------------------------------------------ | ------------- |
| 2011  | تلفزيون اللهب الرياضي البحري | نفسها           |                                                  |               |
| 2016  | التاريخ الثمل                | جالوس ماج       | الحلقة: «الأوغاد»                                | م4 ح5         |
| 2016  | ساترداي نايت لايف            | نفسها/المستضيفة | الحلقة: روندا روزي/سيلينا غوميز                  | م41 ح11       |
| 2017  | نقطة عمياء                   | ديفون بينبرثي   | الحلقة: «في الكلمات، أغرق أنا»                   | م2 ح20        |
| 2019  | 9-1-1                        | لينا بوسكو      | الحلقات: «الغرق أو السباحة» - «خلل»              | م3 ح2 - م3 ح8 |
| 2019  | توتال ديفاز                  | نفسها           |                                                  | الموسم 9      |
| 2020  | اللعبة بدأت!                 | نفسها           | الحلقة: «ضيوف المشاهير: ديمي لوفاتو وروندا روزي» | م1 ح2         |
| 2023  | النجوم على المريخ            | نفسها           |                                                  | الموسم 1      |

## سجل فنون القتال المختلطة
| السجل المهني |        |         |
| 14 نزال      | 12 فوز | 2 خسارة |
| ضربة قاضية   | 3      | 2       |
| إخضاع        | 9      | 0       |

| النتيجة | السجل | الخصم        | الطريقة                             | الحدث                                   | التاريخ        | الجولة | الوقت | المكان                                   | الملاحظات |
| ------- | ----- | ------------ | ----------------------------------- | --------------------------------------- | -------------- | ------ | ----- | ---------------------------------------- | --- |
| خسرت    | 12–2  | أماندا نونيز | ضربة فنية قاضية (باللكمات)          | يو إف سي 207                            | 30 ديسمبر 2016 | 1      | 0:48  | لاس فيغاس، نيفادا، الولايات المتحدة      | على لقب بطولة يو إف سي لوزن الديك للسيدات.                                                                                         |
| خسرت    | 12–1  | هولي هولم    | ضربة قاضية (ركلة الرأس واللكمات)    | يو إف سي 193                            | 15 نوفمبر 2015 | 2      | 0:59  | ملبورن، أستراليا                         | خسرت لقب بطولة يو إف سي لوزن الديك للسيدات. قتال الليلة.                                                                           |
| فازت    | 12–0  | بيث كوريا    | ضربة قاضية (بلكمة)                  | يو إف سي 190                            | 1 أغسطس 2015   | 1      | 0:34  | ريو دي جانيرو، البرازيل                  | دافعت عن لقب بطولة يو إف سي لوزن الديك للسيدات. أداء الليلة.                                                                       |
| فازت    | 11–0  | كات زينغانو  | إخضاع (شريط الذراع المستقيم)        | يو إف سي 184                            | 28 فبراير 2015 | 1      | 0:14  | لوس أنجلوس، كاليفورنيا، الولايات المتحدة | دافعت عن لقب بطولة يو إف سي لوزن الديك للسيدات. أداء الليلة. إخضاع الليلة.                                                         |
| فازت    | 10–0  | ألكسيس ديفيس | ضربة قاضية (باللكمات)               | يو إف سي 175                            | 5 يوليو 2014   | 1      | 0:16  | لاس فيغاس، نيفادا، الولايات المتحدة      | دافعت عن لقب بطولة يو إف سي لوزن الديك للسيدات. أداء الليلة.                                                                       |
| فازت    | 9–0   | سارة مكمان   | ضربة فنية قاضية (بالركبة إلى الجسم) | يو إف سي 170                            | 22 فبراير 2014 | 1      | 1:06  | لاس فيغاس، نيفادا، الولايات المتحدة      | دافعت عن لقب بطولة يو إف سي لوزن الديك للسيدات. أداء الليلة.                                                                       |
| فازت    | 8–0   | ميشا تيت     | إخضاع (شريط الذراع)                 | يو إف سي 168                            | 28 ديسمبر 2013 | 3      | 0:58  | لاس فيغاس، نيفادا، الولايات المتحدة      | دافعت عن لقب بطولة يو إف سي لوزن الديك للسيدات. إخضاع الليلة. قتال الليلة.                                                         |
| فازت    | 7–0   | ليز كارموش   | إخضاع (شريط الذراع)                 | يو إف سي 157                            | 23 فبراير 2013 | 1      | 4:49  | آناهايم، كاليفورنيا، الولايات المتحدة    | دافعت عن لقب بطولة يو إف سي لوزن الديك للسيدات.                                                                                    |
| فازت    | 6–0   | سارة كوفمان  | إخضاع (شريط الذراع)                 | سترايك فورس: روزي ضد كوفمان             | 18 أغسطس 2012  | 1      | 0:54  | سان دييغو، كاليفورنيا، الولايات المتحدة  | دافعت عن لقب بطولة القوة الضاربة لوزن الديك للسيدات؛ تمت ترقية روندا روزي لتصبح بطلة يو إف سي لوزن الديك للسيدات في 6 ديسمبر 2012. |
| فازت    | 5–0   | ميشا تيت     | إخضاع فني (شريط الذراع)             | سترايك فورس: تيت ضد روزي                | 3 مارس 2012    | 1      | 4:27  | كولومبوس، أوهايو، الولايات المتحدة       | أول ظهور في وزن الديك. فازت بلقب بطولة القوة الضاربة لوزن الديك للسيدات.                                                           |
| فازت    | 4–0   | جوليا بود    | إخضاع (شريط الذراع)                 | منافسو القوة الضاربة: بريت ضد سايرز     | 18 نوفمبر 2011 | 1      | 0:39  | لاس فيغاس، نيفادا، الولايات المتحدة      | |
| فازت    | 3–0   | سارة داليليو | إخضاع فني (شريط الذراع)             | منافسو القوة الضاربة: غورجيل ضد دوارتي  | 12 أغسطس 2011  | 1      | 0:25  | لاس فيغاس، نيفادا، الولايات المتحدة      | |
| فازت    | 2–0   | شارمين تويت  | إخضاع (شريط الذراع)                 | إتش كيه إف سي: مدرسة الضربات القاسية 12 | 17 يونيو 2011  | 1      | 0:49  | كالغاري، ألبرتا، كندا                    | نزال في وزن غير محدد (150 رطل). |
| فازت    | 1–0   | إديان جوميز  | إخضاع (شريط الذراع)                 | كيه أو تي سي: نقطة تحول                 | 27 مارس 2011   | 1      | 0:25  | طرزانا، لوس أنجلوس، الولايات المتحدة     | |

| سجل الهواة |       |       |
| 3 نزال     | 3 فاز | 0 خسر |
| إخضاع      | 3     | 0     |

| النتيجة | السجل | الخصم            | الطريقة             | الحدث                                             | التاريخ        | الجولة | الوقت | المكان                                 | الملاحظات |
| ------- | ----- | ---------------- | ------------------- | ------------------------------------------------- | -------------- | ------ | ----- | -------------------------------------- | --------- |
| فازت    | 3–0   | تايلور ستراتفورد | إخضاع (شريط الذراع) | توف-إن-أف - لاس فيغاس ضد كوكب ريفرسايد العاشر     | 7 يناير 2011   | 1      | 0:24  | لاس فيغاس، نيفادا، الولايات المتحدة    |           |
| فازت    | 2–0   | أتمن ريتشاردسون  | إخضاع (شريط الذراع) | توف-إن-أف - نجوم المستقبل في فنون القتال المختلطة | 12 نوفمبر 2010 | 1      | 0:57  | لاس فيغاس، نيفادا، الولايات المتحدة    |           |
| فازت    | 1–0   | هايدن مونوز      | إخضاع (شريط الذراع) | سي إف إل - أرض الصفر                              | 6 أغسطس 2010   | 1      | 0:23  | أوكسنارد، كاليفورنيا، الولايات المتحدة |           |

## نزالات الدفع مقابل المشاهدة
| #  | الحدث        | القتال          | التاريخ        | المكان              | المدينة                                  | المبلغ    |
| -- | ------------ | --------------- | -------------- | ------------------- | ---------------------------------------- | --------- |
| 1. | يو إف سي 157 | روزي ضد كارموش  | 23 فبراير 2013 | هوندا سنتر          | آناهايم، كاليفورنيا، الولايات المتحدة    | 450،000   |
| 2. | يو إف سي 170 | روزي ضد مكمان   | 22 فبراير 2014 | ميشيلوب ألترا أرينا | لاس فيغاس، نيفادا، الولايات المتحدة      | 340،000   |
| 3. | يو إف سي 184 | روزي ضد زينغانو | 28 فبراير 2015 | ستيبلز سينتر        | لوس أنجلوس، كاليفورنيا، الولايات المتحدة | 590،000   |
| 4. | يو إف سي 190 | روزي ضد كوريا   | 1 أغسطس 2015   | صالة إتش إس بي سي   | ريو دي جانيرو، البرازيل                  | 900،000   |
| 5. | يو إف سي 193 | روزي ضد هولم    | 15 نوفمبر 2015 | ملعب دوكلاندز       | ملبورن، أستراليا                         | 1،100،000 |
| 6. | يو إف سي 207 | نونيز ضد روزي   | 30 ديسمبر 2016 | تي موبايل أرينا     | لاس فيغاس، نيفادا، الولايات المتحدة      | 1،100،000 |
|    | المدفوعات    | المدفوعات       | المدفوعات      | المدفوعات           | المدفوعات                                | 4،480،000 |

## وصلات خارجية
- الموقع الرسمي
- روندا روزي على موقع IMDb (الإنجليزية)
- روندا روزي على موقع ميتاكريتيك (الإنجليزية)
- روندا روزي على موقع روتن توميتوز (الإنجليزية)
- روندا روزي على موقع ألو سيني (الفرنسية)
- روندا روزي على موقع تيرنر كلاسيك موفيز (الإنجليزية)
- روندا روزي على موقع أول موفي (الإنجليزية)
- روندا روزي على موقع إن إن دي بي (الإنجليزية)
- روندا روزي على موقع قاعدة بيانات الفيلم (الإنجليزية)
- روندا روزي على موقع كينوبويسك (الروسية)
- روندا روزي على IJF, JudoInside.com, AllJudo, UFC, Sherdog, Tapology, WWE.com, WrestlingData.com, CageMatch worker, Internet Wrestling Database, Online World of Wrestling, Olympics.com, Olympedia

| الجوائز و الإنجازات | الجوائز و الإنجازات                                                       | الجوائز و الإنجازات     |
| ------------------- | ------------------------------------------------------------------------- | ----------------------- |
| سبقه ميشا تيت       | رابع وآخر بطلة سترايك فورس لوزن الديك للسيدات 3 مارس 2012 – 6 ديسمبر 2012 | شاغرأصبحت بطلة يو إف سي |
| New championship    | 1st بطولة يو إف سي لوزن الديك للسيدات 6 ديسمبر 2012 – 15 نوفمبر 2015      | تبعه هولي هولم          |